# Tysklands Grand Prix 1996
Tysklands Grand Prix 1996 var det elfte av 16 lopp ingående i formel 1-VM 1996.

## Resultat
1. Damon Hill, Williams-Renault, 10 poäng
2. Jean Alesi, Benetton-Renault, 6
3. Jacques Villeneuve, Williams-Renault, 4
4. Michael Schumacher, Ferrari, 3
5. David Coulthard, McLaren-Mercedes, 2
6. Rubens Barrichello, Jordan-Peugeot, 1
7. Olivier Panis, Ligier-Mugen Honda
8. Heinz-Harald Frentzen, Sauber-Ford
9. Mika Salo, Tyrrell-Yamaha
10. Martin Brundle, Jordan-Peugeot
11. Ricardo Rosset, Footwork-Hart
12. Pedro Lamy, Minardi-Ford
13. Gerhard Berger, Benetton-Renault (varv 42, motor)

### Förare som bröt loppet
- Eddie Irvine, Ferrari (varv 34, motor)
- Johnny Herbert, Sauber-Ford (25, vibrationer)
- Pedro Diniz, Ligier-Mugen Honda (19, motor)
- Ukyo Katayama, Tyrrell-Yamaha (19, snurrade av)
- Mika Häkkinen, McLaren-Mercedes (13, växellåda)
- Jos Verstappen, Footwork-Hart (0, kollision)
- Giovanni Lavaggi, Minardi-Ford (0, kollision)

## VM-ställning
| Förarmästerskapet 1. Damon Hill, Williams-Renault, 73 2. Jacques Villeneuve, Williams-Renault, 52 3. Jean Alesi, Benetton-Renault, 31 | Konstruktörsmästerskapet 1. Williams-Renault, 125 2. Benetton-Renault, 47 3. Ferrari, 38 |